# IC 692
IC 692 је спирална галаксија у сазвјежђу Лав која се налази на листи објеката дубоког неба у Индекс каталогу.
Деклинација објекта је + 9° 59' 15" а ректасцензија 11h 25m 53,5s. Привидна величина (магнитуда) објекта IC 692 износи 13,5 а фотографска магнитуда 14,3. IC 692 је још познат и под ознакама UGC 6438, MCG 2-29-27, CGCG 67-73, ARAK 292, PGC 35151.